# Bridgetown (Barbados)
Bridgetown Barbados fővárosa. A szigetország politikai, kereskedelmi, gazdasági, oktatási, valamint közlekedési központja és legnépesebb települése.

## Földrajz
A mészkőből felépült 431 négyzetkilométer kiterjedésű szigetet egy kelet-nyugati irányú völgy osztja ketté.
A főváros Barbados délnyugati részén, a Constitution folyó torkolatánál található, ott ahol a folyó a Carlisle-öbölbe torkollik.

### Éghajlat
Bridgetown a trópusi passzátövben helyezkedik el. A szavanna klímájú település évi középhőmérséklete magas, átlag 26 °C.
Az évi középhőmérséklet ingadozása csekély, mindössze átlag 2,1 °C, ezért nagyon nehéz elkülöníteni az évszakokat, az évi 1276 mm eső eloszlása azonban jó támpontot szolgáltat. A júniustól novemberig tartó esős nyári félévben hull le a csapadék háromnegyede. Azonban a téli félév egyetlen hónapja sem száraz, csak akkor ritkább és kevesebb eső öntözi a földeket.
| Hónap                                                 | Jan. | Feb. | Már. | Ápr. | Máj. | Jún. | Júl. | Aug. | Szep. | Okt. | Nov. | Dec. | Év   |
| ----------------------------------------------------- | ---- | ---- | ---- | ---- | ---- | ---- | ---- | ---- | ----- | ---- | ---- | ---- | ---- |
| Rekord max. hőmérséklet (°C)                          | 31,0 | 31,0 | 32,0 | 32,0 | 33,0 | 32,0 | 32,0 | 35,0 | 33,0  | 33,0 | 32,0 | 31,0 | 35,0 |
| Átlagos max. hőmérséklet (°C)                         | 28,8 | 29,0 | 29,5 | 30,0 | 30,5 | 30,5 | 30,4 | 30,6 | 30,6  | 30,4 | 30,0 | 29,3 | 30,0 |
| Átlaghőmérséklet (°C)                                 | 25,8 | 25,7 | 26,2 | 26,8 | 27,6 | 27,7 | 27,6 | 27,8 | 27,7  | 27,5 | 27,0 | 26,4 | 27,0 |
| Átlagos min. hőmérséklet (°C)                         | 22,9 | 22,8 | 23,2 | 24,1 | 24,9 | 25,1 | 24,9 | 24,7 | 24,6  | 24,5 | 24,2 | 23,6 | 24,1 |
| Rekord min. hőmérséklet (°C)                          | 16,0 | 16,0 | 17,0 | 18,0 | 19,0 | 19,0 | 20,0 | 21,0 | 19,0  | 19,0 | 19,0 | 19,0 | 16,0 |
| Átl. csapadékmennyiség (mm)                           | 70   | 41   | 37   | 60   | 79   | 103  | 132  | 141  | 157   | 185  | 171  | 89   | 1265 |
| Havi napsütéses órák száma                            | 258  | 249  | 272  | 259  | 262  | 225  | 251  | 263  | 230   | 233  | 228  | 257  | 2987 |
| Forrás: Barbados Meteorological Services, BBC Weather |      |      |      |      |      |      |      |      |       |      |      |      |      |

## Népesség
| 2006 | 98 725  |
| 2014 | 110 000 |

## Történelem

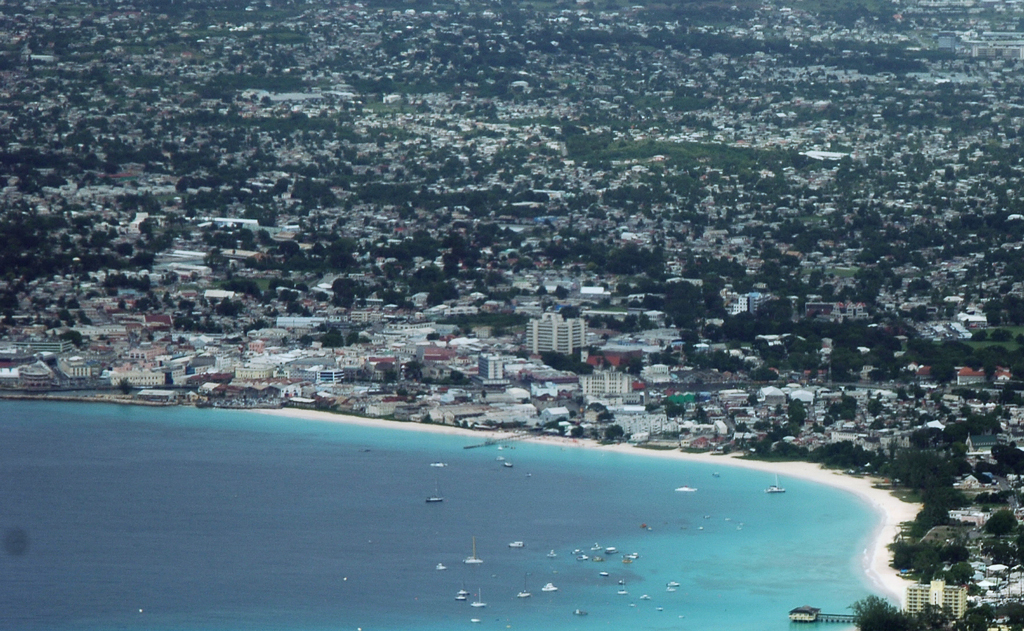
Bridgetown tengerpartja

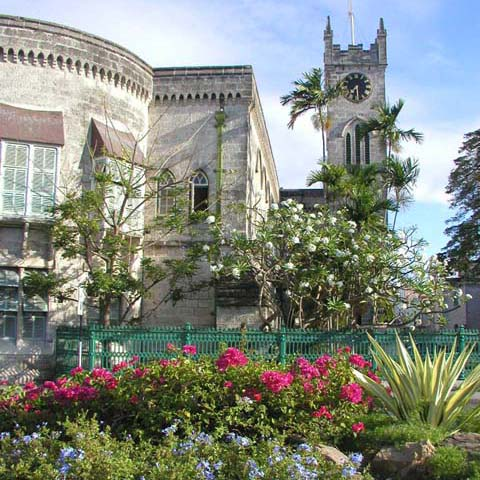
A barbadosi parlament épülete

1518 körül fedezték fel a szigetet a spanyol hajósok, de telepeket nem létesítettek itt. A sziget őslakosságát, az arawak indiánokat egészen a XVI. század közepéig hurcolták el innen rabszolgának Hispaniola gyarmatukra.
Az angolok 1624-ben léptek először Barbados szigetére. Majd négy év múlva a második expedíció rakta le Bridgetown – akkori nevén "indian Bridge" – alapjait.
A mai neve "hídváros", ami a mai Constitution folyót átszelő ősi fahídra utal.
1663-ban nyilvánították a szigetet brit koronagyarmattá, ettől kezdve a város jelentősége is megnövekedett.

## Gazdaság
A sziget ipari termelésének túlnyomó része Bridgetown üzemeire jut, melyek leginkább mezőgazdasági termékeket dolgoznak fel.
A gyárakat, üzemeket nagyrészt a kikötő környékére telepítették, az itt termelt cukor, rum, sör, növényi olaj, gyümölcskonzerv, textília és egyéb termékek java részét exportálják.
A gépgyártást mindössze egy hajójavító üzem képviseli.

## Oktatás
A Nyugat-Indiai Egyetem-et 1963-ban alapították.

## Kultúra
Múzeuma és könyvtárai révén jelentős kulturális központ.

## Közlekedés
A külvilággal való kapcsolatát elsősorban az óceán biztosítja. Nagy befogadóképességű kikötőjét 1961-ben építették. Így már a turistákat szállító nagy óceánjárók  és a mélymerülésű teherhajók is egyaránt kiköthetnek.
Bridgetowntól 13 km-re keletre található az ország egyetlen nemzetközi repülőtere, a Grantley Adams nemzetközi repülőtér.

## Testvértelepülések
- Borough of Hackney, London, Egyesült Királyság
- Bridgetown, Új-Skócia, Kanada
- Wilmington, Észak-Karolina, USA